# Amélie Boudet

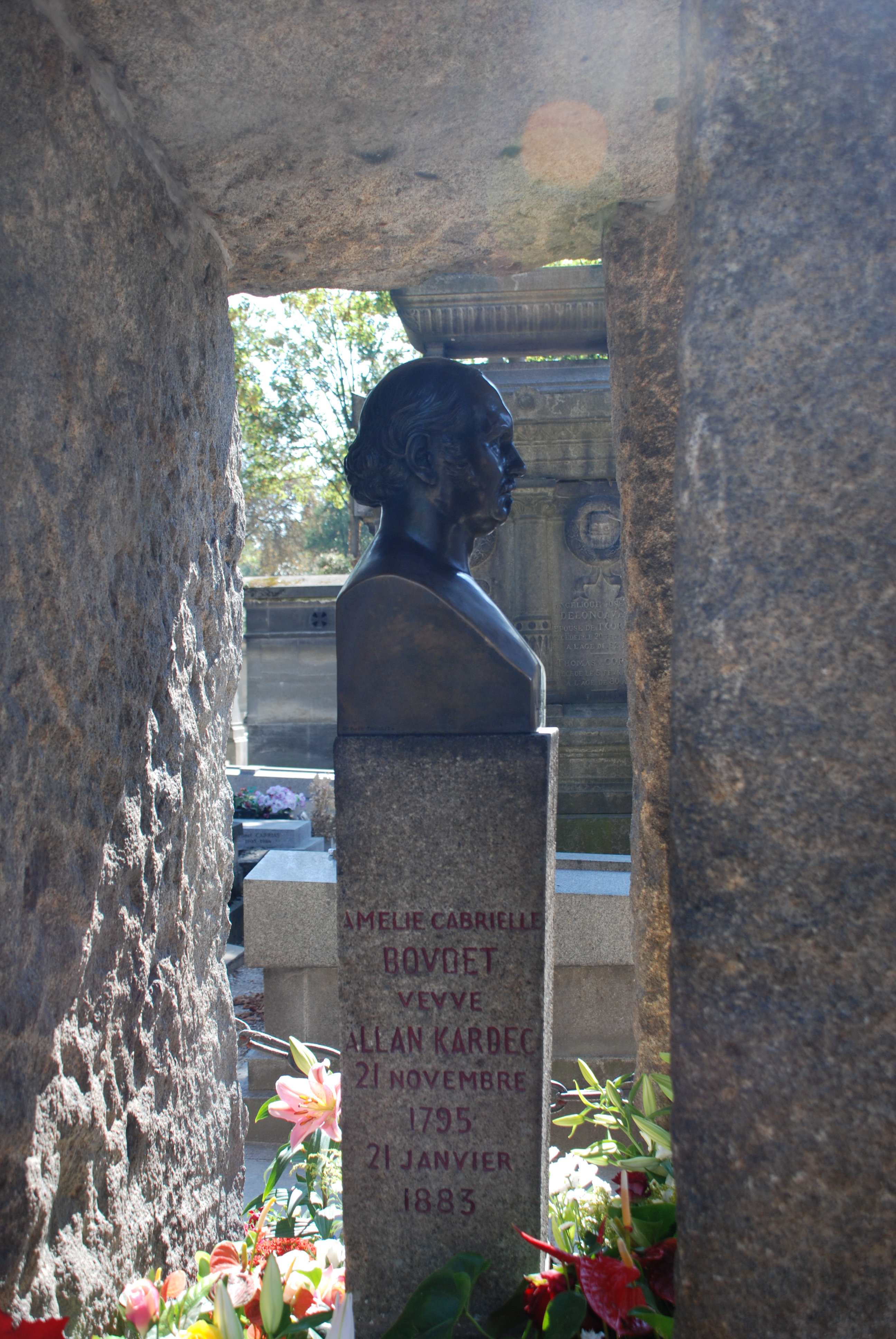
Inscription sur la tombe d'Allan Kardec mentionnant également Amélie Boudet.

Amélie Gabrielle Boudet, née le 22 novembre 1795 à Thiais et morte le 21 janvier 1883 à Paris, fut l’épouse d’Allan Kardec, le fondateur de la philosophie spirite.

## Biographie
Amélie Boudet est née à Thiais, le 1er frimaire an IV (22 novembre 1795). Fille unique de Julien Louis Boudet, notaire, et de Julie Louise Saignes de Lacombe, elle exerça le métier d’institutrice. Elle épousa Allan Kardec à Paris, le 9 février 1832. Elle décéda le 21 janvier 1883 et est inhumée à côté de son mari au cimetière du Père-Lachaise (44e division).

## Rôle dans la divulgation duspiritisme
Selon les publications de son époque, Madame Allan Kardec secondait son mari, servait de secrétaire, lui donnait son opinion dont il faisait grand cas et dont il tenait compte.
Lorsqu'il fut proposé à Allan Kardec de fonder La Revue spirite, c'est encore Amélie qui l'incita à s'adonner à cette publication, malgré les campagnes de dénigrement de nombreux détracteurs.
De nos jours, un centre d’étude spirite parisien porte son nom.